# María Gabriela Chávez
María Gabriela Chávez Colmenares (sinh ngày 12 tháng 3 năm 1980) là một nhà ngoại giao Venezuela, một Đại sứ thay thế hiện tại của Venezuela tại Liên Hợp Quốc. Cô là con gái của cựu Tổng thống Hugo Chávez, và đóng vai trò là Đệ nhất phu nhân của ông sau khi ông ly thân với vợ là Marisabel Rodríguez năm 2003.

## Tiểu sử
María Gabriela Chávez là con út trong ba người con mà Hugo Chávez có trong cuộc hôn nhân đầu tiên với bà Nancy Colmenares. Cô đăng ký vào Đại học Trung tâm Venezuela chuyên ngành Nghiên cứu Quốc tế, nhưng chuyển sang Giao tiếp xã hội sau học kỳ thứ sáu khi cô gặp vấn đề với một giáo viên. Cô tốt nghiệp chuyên ngành truyền thông xã hội tại Đại học Bolivar Venezuela, mặc dù cô chưa chính thức thực hành nghề này.
Vào ngày 12 tháng 4 năm 2002, trong nỗ lực đảo chính, sau khi quân đội tuyên bố rằng Tổng thống Chávez đã từ chức và chuyển ông đến Fuerte Tiuna  căn cứ bên ngoài Caracas, María Gabriela là người đầu tiên mà Chávez gọi điện; cuộc trò chuyện của họ đã được Associated Press ghi lại. Cô đã liên lạc với một số nhà báo để báo cáo rằng một cuộc đảo chính đang diễn ra. Theo tuyên bố của Fidel Castro trên tờ Granma của Cuba, ông khuyên cô nên tuyên bố với truyền thông quốc tế rằng Chávez đã không từ chức tổng thống, nói rằng "Sau đó, tôi đã ngay lập tức chuẩn bị cho cô ấy nói chuyện với Randy, và lúc 12:40 chúng tôi đã bắn ra (tin nhắn của cô ấy) trên sóng (...) và chúng tôi đã gửi nó cho các cơ quan và CNN. "  Cùng ngày, María Gabriela Chávez đã có một cuộc phỏng vấn qua điện thoại với nhà báo Cuba Randy Alonso.
Giống như Zulemita Menem và Keiko Fujimori, María Gabriela đảm nhận vai trò Đệ nhất phu nhân Venezuela sau khi cha cô ly hôn, đi cùng ông trong các chuyến đi và tại các sự kiện chính thức. Trong Hội nghị Thượng đỉnh Nhà nước và Chính phủ Hoa Kỳ lần thứ 17, được tổ chức tại Santiago, Chile từ ngày 8 đến 10 tháng 11 năm 2007, bà đã tham gia chương trình nghị sự của các Đệ nhất phu nhân. Vào ngày 13 tháng 8 năm 2014, María Gabriela được bổ nhiệm làm Đại sứ thay thế của Venezuela tại Liên Hợp Quốc.